# Terminal DVB-S
 (décembre 2022).
 (décembre 2022).
Le terminal Digital Video Broadcasting - Satellite, est un démodulateur pour la réception des signaux de télévision, radio et de données numériques par satellite.
Il est donc incompatible (tuner différent) avec la réception des signaux numériques produits par la TNT captés avec un terminal DVB-T. Cependant des fabricants commercialisent en Europe des télévisions avec tuners DVB intégrés mixtes (DVB-S/T).